# Sansonia costata
Sansonia costata is een slakkensoort uit de familie van de Pickworthiidae. De wetenschappelijke naam van de soort is voor het eerst geldig gepubliceerd in 1998 door Kase.